# Go Woo-ri
Dans ce nom coréen, le nom de famille, Go, précède le nom personnel.
Go Woo-ri (coréen : 고우리) dite Woori, née le 22 février 1988 à Jeonju, est une actrice et chanteuse sud-coréenne et membres du groupe de Rainbow de 2009 à 2016.

## Biographie

### Jeunesse et formation
Née à Jeonju des provinces du Jeolla du Nord. Elle est entrée à l'université nationale du sport de Corée.
Elle était auparavant stagiaire chez SM Entertainment avant de rejoindre DSP Media.

### Carrière musicale
Le 12 novembre 2009, elle fait ses débuts en tant que rappeuse principale du groupe Rainbow avec la sortie d'un extended play. Depuis, Rainbow sort sept EPs et deux albums studio,.
Le 27 octobre 2016, DSP Media annonce que Rainbow se sépare, car les contrats des membres arrivent à expiration.

### Carrière d'actrice
En 2010, elle fait ses débuts en tant qu'actrice dans le film Shimjangi dwoenda.
En 2020, elle joue dans True Beauty. En 2021, elle est choisie pour Mouse.

### Vie personnelle
En juin 2022, son agence confirme qu'elle est en couple avec un homme d'affaires de plus de cinq ans son aîné.
Le 3 octobre 2022, ils se marient en présence de leurs amis et de leur famille dans le district de Seocho, à Séoul.

## Filmographie

### Cinéma
- 2010 au cinéma : Shimjangi dwoenda

### Télévision
- 2019 : Live On : Professeur de musique
- 2020 : True Beauty : Selena Lee
- 2021 : Mouse : Jennifer Lee